# Patronage Olier
Le Patronage Olier est un club de football parisien fondé à l'extrême fin du XIXe siècle.

## Palmarès
- Vainqueur du Trophée de France : 1908 et 1910.
- Champion de France FGSPF : 1908, 1910, 1914 et 1992.

## Historique

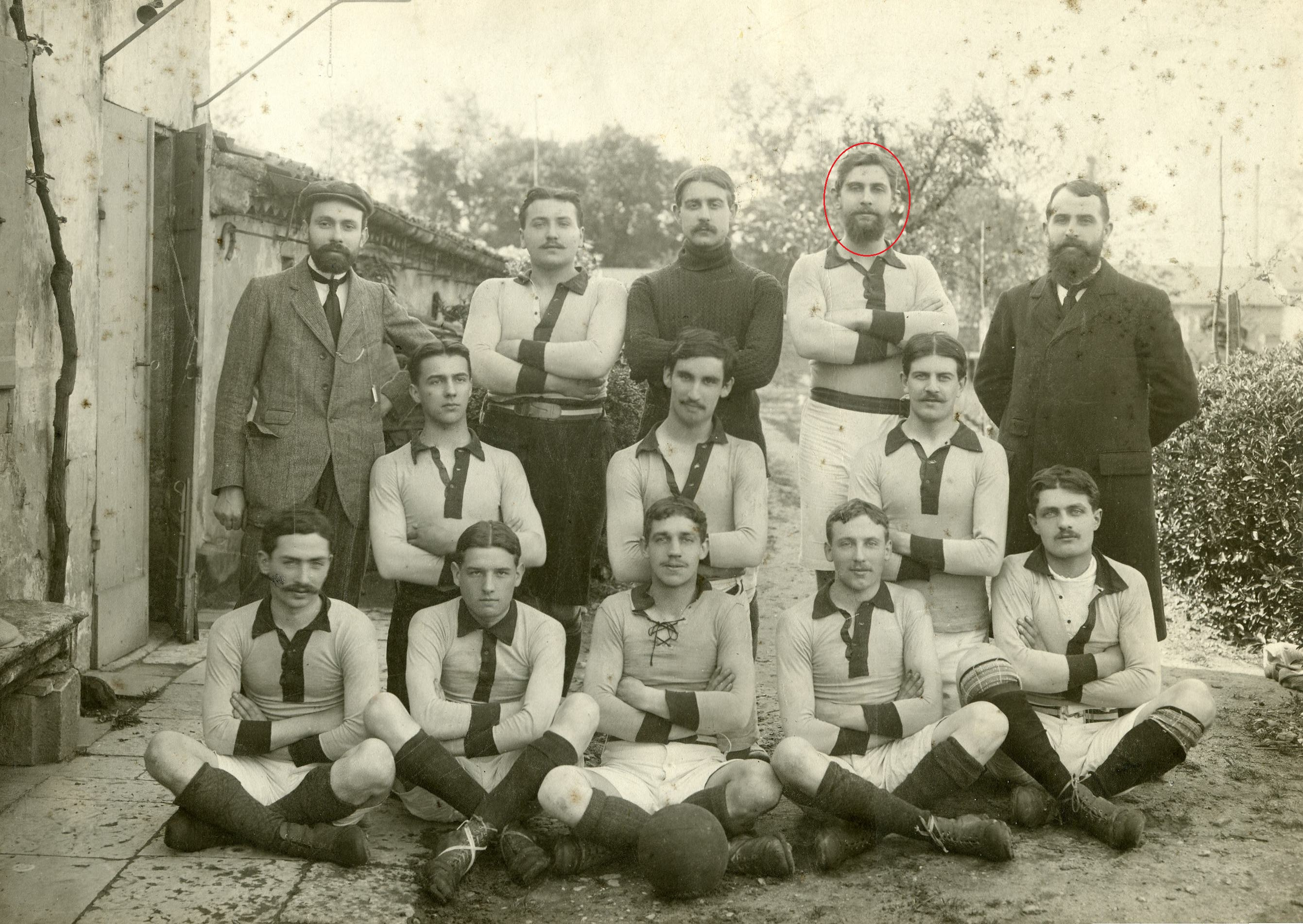
L'équipe du Patronage Olier, c. 1910.

Fondé en 1895 par l'abbé Gaston Simard de Pitray qui le place sous le patronage de Jean-Jacques Olier, curé de Saint-Sulpice en 1641, le Patronage Olier est un club catholique de la Fédération gymnastique et sportive des patronages de France (FGSPF). Champion de France de la FGSPF en 1908 en s'imposant en finale face aux Cadets de Bretagne, 8-0 à Rennes le 26 avril 1908. Ce titre ouvre les portes du Trophée de France au club qui écarte le champion bordelais de la FASO (Société Athlétique de Montrepos) 12-2. La finale du Trophée se joue le 3 mai 1908 face au champion parisien de la FCAF, la « Société Municipale de Puteaux ». À Livry-Gargan, le Patronage Olier s'impose 3-0 sur des buts signés Carlier, Bienvenu et Maës.
Champion de Paris FGSPF, le club repart à la conquête de titres nationaux. Le Patronage Olier écarte successivement la Jeunesse Sportive de Crépy-en-Valois (5-1, le 10 avril 1910, en quarts de finale) puis l'AJ Auxerre (9-0, le 17 avril 1910 en demi-finale). Le club gagne un nouveau titre de champion de France de la FGSPF en s'imposant en finale face aux Bons Gars de Bordeaux, 11-0 à Bordeaux le 8 mai 1910. En Trophée de France, le club s'impose en finale le 29 mai 1910 face au Club Athlétique de Vitry, 2-0 à Charentonneau.
Le Patronage Olier remporte un nouveau titre de champion de Paris puis de France FGSPF en 1914. Le club élimine l'AJ Auxerre (4-1), puis la Bousbotte de Besançon avant de s'imposer en finale le 13 avril 1914 contre les Bons Gars de Bordeaux, 3-1 à Paris. En Trophée de France, le Patronage Olier chute en demi-finale face aux champions bordelais de la FCAF : La Vie au Grand Air du Médoc, 3-2 à Bordeaux le 19 avril 1914.
Le Patronage Olier est l'un des 48 clubs prenant part à la première édition de la Coupe de France en 1917-1918. Exempt du premier tour, le club est sorti en 1/16 de finale le 4 novembre 1917 par Paris Star (2-1). Même déception la saison suivante avec une élimination dès les 1/32 de finale face au modeste AS Argenteuil (5-2). C'est le chant du cygne pour le club qui disparaît depuis des palmarès.

## Stade
Le Patronage Olier joue ses matchs à domicile dans son stade situé 30, Grande Voie des Vignes à Châtenay-Malabry.

## Anciens joueurs
- Henri Guerre
- Ernest Tossier
- Eugène Maës

## Sources
- Coll., 100 ans de football en France, Paris, Atlas, 1982
- (de) Pierre Cazal, « Landesmeisterschaften: Frankreich », in Fussball-Weltzeitschrift, N°23 (1994), p.15-41